# HD 26367
HD 26367 (HIP 21368) es una estrella en la constelación de Cefeo, situada al norte de la misma a 5º del polo norte celeste.
De magnitud aparente +6,56, se encuentra a 122 años luz de distancia del sistema solar.

## Características físicas
HD 26367 es una enana amarilla de tipo espectral F7V cuya temperatura efectiva es de 6160 ± 70 K.
Aproximadamente 3 veces más luminosa que el Sol, tiene una masa de 1,27 ± 0,10 masas solares.
Gira sobre sí misma con una velocidad de rotación proyectada de 10 km/s.
Su edad más probable está comprendida entre 3200 y 4100 millones de años.

## Composición química
La metalicidad de HD 26367 es ligeramente inferior a la que tiene el Sol ([M/H] = -0,05).
Sin embargo, destacan sus elevados niveles de bario y estroncio, mucho más altos que los habituales; el bario es 2,3 veces más abundante que en el Sol mientras que el estroncio es cuatro veces más abundante.
Por ello, a HD 26367 se la incluye dentro de las denominadas «enanas de bario», subgrupo dentro de las estrellas de bario.
El tipo espectral de las enanas de bario suele estar comprendido entre F5 y G-temprano, siendo significativamente más frías que las estrellas Ap magnéticas ricas en estroncio.
A diferencia de estas últimas, sus peculiaridades químicas no pueden ser explicadas por difusión y separación química de los diversos elementos.
Tampoco son lo suficientemente antiguas ni luminosas como para haber alcanzado una etapa evolutiva en la cual los elementos del «proceso-s» son sintetizados en su núcleos, lo cual no tiene lugar hasta que la estrella alcanza la «rama asintótica gigante» (RAG). 
Al igual que en otras estrellas de bario —que son estrellas gigantes—, se piensa que las peculiaridades químicas tienen su origen en la contaminación superficial —transferencia de masa— desde una compañera estelar cuando ésta estaba en la RAG, hoy convertida en una enana blanca.

## Compañera estelar
El análisis de las observaciones realizadas por el satélite Hipparcos han mostrado que HD 26367 es una binaria astrométrica.
Los parámetros orbitales del sistema corresponden a un período orbital de 1044 ± 29 días, una excentricidad ε = 0,23 y una inclinación del plano orbital de 100º.
El semieje mayor de la órbita es de 0,80 ± 0,05 UA.
La tercera ley de Kepler permite inferir que el objeto acompañante tiene una masa de 0,60 ± 0,06 masas solares.
El exceso en el ultravioleta sugiere que dicho objeto es una enana blanca, si bien sus características no pueden ser determinadas con precisión.